# NGC 830
NGC 830 é uma galáxia elíptica (E-S0) localizada na direcção da constelação de Cetus. Possui uma declinação de -07° 46' 03" e uma ascensão recta de 2 horas, 8 minutos e 58,7 segundos.
A galáxia NGC 830 foi descoberta em 23 de Setembro de 1865 por Heinrich Louis d'Arrest.